# HK Spartak Moskva
HK Spartak Moskva (rusko ХК Спартак Москва) je ruski hokejski klub iz Moskve ustanovljen leta 1946. Osvojil je 7 naslovov sovjetskega in ruskega prvaka, 2 državna pokalna naslova, pet Spenglerjevih in tri Ahearnejeve pokale.

## Lovorike
- Sovjetska/ruska liga (7 naslovov): 1962, 1967, 1969, 1976, 2000, 2001, 2004
- Sovjetski pokal (2 naslova): 1970, 1971
- Spenglerjev pokal (5 naslovov): 1980, 1981, 1985, 1989, 1990
- Ahearnejev pokal (3 naslovi): 1971, 1972, 1973

## Znameniti igralci
Glej tudi Kategorija:Hokejisti Spartak Moskva
| - Ilja Bjakin - Pavel Bure - Vjačeslav Fetisov |  | - Anatolij Firsov - Aleksander Jakušev - Sergej Kapustin |  | - Boris Majorov - Vjačeslav Staršinov - Vladimir Šadrin |  | - Viktor Tjumenev - Jevgenij Zimin - Viktor Zinger |